# Agualva-Cacém
Agualva-Cacém ist eine im Großraum Lissabon gelegene Stadt Portugals mit 120.845 Einwohnern (2001). Agualva-Cacém gehört zum Kreis Sintra, der wiederum Teil des Distrikts Lissabon in der Region Lissabon ist. Agualva-Cacém besteht aus den Freguesias Agualva, Cacém, Mira-Sintra und São Marcos. Die Gemeindefläche beträgt 127 km².

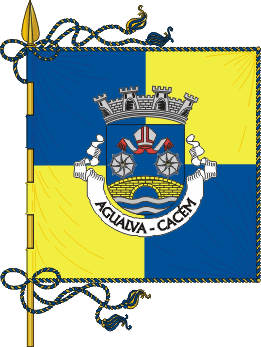
Flagge der Cidade

Agualva-Cacém hatte bis 2001 selbst den Status einer Freguesia, erhielt aber am 12. Juli 2001 das Stadtrecht. Die Freguesia wurde im selben Monat aufgelöst.
Die Einwohner verteilen sich auf die Untergemeinden wie folgt:
| Freguesia   | Einwohner |
| ----------- | --------- |
| Agualva     | 35.619    |
| Cacém       | 21.332    |
| Mira-Sintra | 05.052    |
| São Marcos  | 17.187    |

## Persönlichkeiten
- Pelé (* 1991), guinea-bissauisch-portugiesischer Fußballspieler